# تعليق معنوي
التعليق المعنوي أو الشمول المعنوي يعني استعمال الكلمة الواحدة متعلقة بتركيبين، مثال ذلك قول قيس بن الخطيم:
أي نحن بما عندنا راضون، فلفظة راضٍ تعلقت بكل من المعطوف والمعطوف عليه لغرض بلاغي وهو الإيجاز.